# Chang'an (Shijiazhuang)
Chang'an  (en chino, 长安; pinyin, Cháng'ān (escuchar)ⓘ) es un distrito urbano bajo la administración directa de la ciudad-prefectura de Shijiazhuang. Se ubica en la provincia de Hebei, este de la República Popular China. Su área es de 140 km² y su población total para 2014 fue más de 720 mil habitantes.

## Administración
El distrito de Chang'an se divide en 11 pueblos que se administran en 8 subdistritos y 3 poblados.